# 王后星
王后星（20 Massalia）是一颗石质小行星，也是位于小行星带内侧区域的王后星族的母体，直径约为145（90英里）。这颗小行星于1852年9月19日由意大利天文学家安尼巴莱·德·加斯帕里斯发现，以法国城市马赛的拉丁名命名。次日晚，独立发现者让·沙科纳克在马赛也观测到了这颗小行星。这是第一颗未被发现者赋予象征性符号的小行星。

## 分类和轨道
王后星是王后星族（404）的名称来源及母体，这是一个位于小行星带内侧、由低倾角石质小行星组成的大型家族:23。王后星这一星族中最大的天体，星族中其他成员则是王后星因撞击事件而产生的碎片。
王后星位于主小行星带内侧，距离太阳 2.1–2.8个天文单位，每3年9个月（1,366天）完成一次轨道循环；半长轴为2.41天文单位。这颗小行星的轨道偏心率为0.14，相对于黄道的倾角为1°。 

## 物理特性
王后星的密度高于S-型小行星的平均密度，接近硅酸盐岩的密度。因此，它看起来像一个没有裂缝的坚固天体，这在同等大小的小行星中比较罕见。除了少数超过400公里的大型天体如如谷神星和灶神星外，大多数小行星看起来都已经严重破碎，甚至变成了碎石堆。1998年，班格（Bange）在假设灶神星的质量为 1.35 ×10-10个太阳质量的情况下，估算出王后星的质量为5.2 ×1018千克。王后星质量的计算取决于灶神星的质量以及侍神星的扰动。 
光变曲线分析表明，王后星的极点指向黄道坐标（β, λ）=（45°, 10°）或（β, λ）=（45°, 190°），误差为10°。在这两种情况下，轴向倾斜均为45°。根据光变曲线重建的王后星，形状被描述为接近球形，表面有大片平坦部分。
1988年，有研究者使用位于莫纳克亚山天文台的的夏威夷大學88英吋望遠鏡搜寻这颗小行星的卫星或轨道尘埃，但一无所获。 
2024年2月，研究者在王后星和虹神星上发现了水分子，这也是首次在小行星上检测到水分子。

## 发现和命名
1852年9月19日，意大利那不勒斯天文台的安尼巴莱·德·加斯帕里斯最早发现了王后星，第二天晚上法国马赛天文台的让·沙科纳克也独立发现了这颗小行星。然而沙科纳克的发现最先被公布，以法國城市馬賽命名。中文譯名「王后星」是清朝由偉烈亞力和李善蘭翻譯約翰·赫歇爾的《談天》时启用。在王后星之前发现太阳系内小行星都被赋予了标志性符号，类似于传统上用于标示行星的符号。然而，天文学家在1852年3月发现16号小行星灵神星之后，开始逐渐淘汰这种做法，而20号小行星王后星（作为太阳系中第一个非神话名称的天体）则是第一个没有被赋予标志性符号的小行星。